# Liste der Bundeswehrstandorte in Niedersachsen
Die Liste der Bundeswehrstandorte in Niedersachsen zeigt alle derzeit aktuellen Standorte, in denen Einheiten oder Posten der Bundeswehr im Bundesland Niedersachsen stationiert sind. Verlegungen der Einheiten zu anderen Standorten, Umbenennung und Auflösungen sowie Schließungen von Liegenschaften bzw. Standorten, sind in Klammern beschrieben. Die Abkürzungen, welche in Klammern hinter der jeweiligen Dienststelle bzw. Teilen von einer solchen aufgeführt sind, kennzeichnen die Zugehörigkeit zur jeweiligen Teilstreitkraft bzw. zum jeweiligen Organisationsbereich und stehen für:
1. Teilstreitkräfte und Zentrale Organisationsbereiche:
Heer (H),
Luftwaffe (L),
Marine (M),
Streitkräftebasis (SKB),
Cyber- und Informationsraum (CIR),
Zentraler Sanitätsdienst (ZSan).
2. Organisationsbereich Ausrüstung, Informationstechnik und Nutzung (AIN).
3. Organisationsbereich Personal (P).
4. Organisationsbereich Infrastruktur, Umweltschutz und Dienstleistungen (IUD).
Die Abkürzung ZMZ steht für die Zivil-Militärische Zusammenarbeit. Verbindungs-Dienststellen der ZMZ sind teilaktiv. Sie werden durch einen Stabsoffizier geführt, welcher als Vertreter der Bundeswehr im Kreis bzw. im Regierungsbezirk fungiert. Er ist mit dem Truppenausweis als Dienstausweis ausgerüstet.
Die Liste enthält außerdem Standorte, die von der Bundeswehr wegen ihrer geringen Dienstpostenanzahl offiziell nicht mehr als „Bundeswehrstandort“ bezeichnet werden. Jedoch sind dort weiterhin Bundeswehrangehörige stationiert. Die Standorte verbleiben lediglich zu Informationszwecken in der Liste. Sie sind in der Auflistung mit dem Zusatz „weniger als 15 Dienstposten“ versehen.

## Standorte
- Aurich
  - Abgesetzter Technischer Zug 244 (L)
  - Munitionslager Aurich (SKB)

- Borkum (weniger als 15 Dienstposten)
  - Teile Technische Staffel Marinefliegergeschwader 5 (M)

- Braunschweig (weniger als 15 Dienstposten)
  - weitere Dienststellen

- Bremervörde
  - Elbe-Weser-Kaserne
    - Materialwirtschaftszentrum Einsatz der Bundeswehr (SKB)
    - weitere Dienststellen

- Bückeburg
  - Jägerkaserne
    - Kommando Hubschrauber (H)
    - 3./Feldwebelanwärter-/Unteroffizieranwärterbataillon 2 (H)
    - Sanitätsversorgungszentrum Bückeburg (ZSan)
    - weitere Dienststellen

  - Schäfer-Kaserne (Heeresflugplatz Bückeburg)
    - Internationales Hubschrauberausbildungszentrum (H)
    - Bundeswehrfeuerwehr Bückeburg (IUD)
    - weitere Dienststellen

- Celle
  - Heeresflugplatz Celle (Immelmann-Kaserne)
    - Ausbildungs- und Übungszentrum Luftbeweglichkeit (AMTEC) (H)
    - Unteroffizierschule des Heeres Lehrgruppe D (H)
    - Sanitätsversorgungszentrum Celle-Wietzenbruch (ZSan)
    - Bundeswehrfeuerwehr Flugplatz (IUD)
    - weitere Dienststellen

- Delmenhorst
  - Delmetal-Kaserne
    - Logistikbataillon 161 (SKB)
    - Logistikbataillon 163 (RSOM) (SKB) (ab 2022)
    - Kraftfahrausbildungszentrum Delmenhorst (SKB)
    - Logistikzentrum der Bundeswehr (LogZBw) Logistische Steuerstelle 1 (SKB)
    - Familienbetreuungszentrum Delmenhorst (TerrFüKdoBw)
    - Sanitätsversorgungszentrum Delmenhorst (ZSan)
    - weitere Dienststellen

- Diepholz
  - Fliegerhorst Diepholz
    - Waffensystemunterstützungszentrum 2 (L)
    - Stab II./Objektschutzregiment der Luftwaffe (L)
    - 6./Objektschutzregiment der Luftwaffe (L)
    - Abgesetzte Instandhaltungsstaffel Hubschraubergeschwader 64 (L)
    - Luftwaffenunterstützungsstaffel Diepholz (L)
    - Materiallager (SKB)
    - Sanitätsversorgungszentrum Diepholz (ZSan)
    - Bundeswehrfeuerwehr Flugplatz (IUD)
    - weitere Dienststellen

- Emden (weniger als 15 Dienstposten)
  - Güteprüfstelle Bundeswehr Emden (AIN)

- Faßberg
  - Fliegerhorst / Heeresflugplatz Faßberg
    - Transporthubschrauberregiment 10 (H)
    - Technisches Ausbildungszentrum der Luftwaffe (L)
    - Fachschule der Luftwaffe (L)
    - Deutsch-Französische Ausbildungseinrichtung TIGER (H)
    - Sanitätsversorgungszentrum Faßberg (ZSan)
    - Bundeswehrfeuerwehr Flugplatz (IUD)
    - weitere Dienststellen

- Giesen (weniger als 15 Dienstposten)
  - weitere Dienststellen

- Göttingen (weniger als 15 Dienstposten)
  - weitere Dienststellen

- Hannover
  - Hauptfeldwebel-Lagenstein-Kaserne
    - Schule für Feldjäger und Stabsdienst der Bundeswehr (SKB)
    - Sanitätsversorgungszentrum Hannover (ZSan)

  - Kurt-Schumacher-Kaserne
    - Landeskommando Niedersachsen (SKB)
    - Familienbetreuungszentrum Hannover (TerrFüKdoBw)
    - Kompetenzzentrum Baumanagement (IUD)

  - Scharnhorst-Kaserne
    - Kommando Feldjäger der Bundeswehr (SKB)
    - 3./Feldjägerregiment 2 (SKB)
    - Heeresmusikkorps Hannover (SKB)
    - MAD-Stelle 2
    - Bundeswehrfachschule Hannover (P)
    - weitere Dienststellen

  - Liegenschaft Alter Flughafen 2
    - Bundeswehr-Dienstleistungszentrum Hannover (IUD)

  - Liegenschaft Ada-Lessing-Straße 119
    - Karrierecenter der Bundeswehr (P)
    - Bundesamt für das Personalmanagement der Bundeswehr – Servicezentrum Nord (P)

- Holzminden
  - Pionierkaserne am Solling – ehemals Medem-Kaserne
    - Panzerpionierbataillon 1 (ZMZ) (H)
    - weitere Dienststellen
- Langen (Geestland) (weniger als 15 Dienstposten)
  - Güteprüfstelle Bundeswehr Bremen (AIN)

- Leer (Ostfriesland)
  - Evenburg-Kaserne
    - Kommando Schnelle Einsatzkräfte Sanitätsdienst (ZMZ) (ZSan)
    - Sanitätsversorgungszentrum Leer (ZSan)
    - Bundeswehr-Dienstleistungszentrum Leer (IUD)
    - weitere Dienststellen

- Lohheide
  - Lager Hohne
    - Panzerbataillon 414 (H)
    - Truppenübungsplatzkommandantur Bergen (SKB)
    - Bundeswehrfeuerwehr Truppenübungsplatz (IUD)
    - Bundeswehr-Dienstleistungszentrum Bergen (IUD)
    - weitere Dienststellen

  - Lager Hörsten
    - Truppenunterkunft ohne feste Belegung

- Lorup
  - Munitionslager Lorup (SKB), reaktiviert: April 2021[2]

- Lüneburg
  - Theodor-Körner-Kaserne
    - Aufklärungslehrbataillon 3 „Lüneburg“ (H)
    - Kraftfahrausbildungszentrum Lüneburg (SKB)
    - Familienbetreuungszentrum Lüneburg (TerrFüKdoBw)
    - Sanitätsversorgungszentrum Lüneburg (ZSan)
    - weitere Dienststellen

- Meppen
  - Fliegerhorst Meppen
    - Wehrtechnische Dienststelle für Waffen und Munition (WTD 91) (AIN)
    - Bundeswehrfeuerwehr Wehrtechnische Dienststelle (IUD)
    - weitere Dienststellen

- Munster
  - Örtzetal-Kaserne
    - 2./Versorgungsbataillon 141 (H)
    - Kraftfahrausbildungszentrum Simulator Munster (SKB)
    - Sanitätsstaffel Einsatz Munster (ZSan)
    - Sanitätsunterstützungszentrum Munster (ZSan)
    - weitere Dienststellen

  - Freiherr-von-Boeselager-Kaserne
    - Panzerlehrbataillon 93 (H)
    - weitere Dienststellen

  - Hindenburg-Kaserne
    - Panzergrenadierlehrbataillon 92 (H)
    - Ausbildungs- und Unterstützungskompanie 92 (H)
    - Artillerielehrbataillon 325 (H)
    - 2./Feldjägerregiment 2 (SKB)
    - weitere Dienststellen

  - Kaserne Panzertruppenschule
    - Panzertruppenschule (H)
    - Stab Panzerlehrbrigade 9 (H)
    - Stabs-/Fernmeldekompanie Panzerlehrbrigade 9 (H)
      - Heeresaufklärungsschule (H)
      - Schule gepanzerte Kampftruppen (H)
      - Schießübungszentrum Panzertruppen (H)
      - Gefechtsübungssimulationssystem SIRA Bataillon Munster (H)

    - Offizieranwärterbataillon 1 (H)
    - Sanitätsversorgungszentrum Munster (ZSan)

  - Peter-Bamm-Kaserne
    - Fachsanitätszentrum Munster (ZSan)

  - Lager Trauen
    - Truppenunterkunft ohne feste Belegung

  - Liegenschaft Emminger Weg 59–61
    - Truppenübungsplatz Munster (SKB)
    - Bundeswehr-Dienstleistungszentrum Munster (IUD)
    - Bundeswehrfeuerwehr Truppenübungsplatz (IUD)

  - Liegenschaft Humboldtstraße
    - Wehrwissenschaftliches Institut für Schutztechnologien – ABC-Schutz (AIN)
    - Zentrales Institut des Sanitätsdienstes der Bundeswehr München, Außenstelle Munster (ZSan)

- Neuharlingersiel (weniger als 15 Dienstposten)
  - Marinefunksendestelle (M)

- Neustadt am Rübenberge
  - Wilhelmstein-Kaserne
    - Panzergrenadierbataillon 33 (H)
    - 1./Versorgungsbataillon 141 (H)
    - 4./Versorgungsbataillon 141 (H)
    - Sanitätsversorgungszentrum Neustadt (ZSan)
    - weitere Dienststellen

- Nienburg/Weser
  - Clausewitz-Kaserne
    - Bataillon Elektronische Kampfführung 912 (CIR)
    - Kommando Zivil-Militärische Zusammenarbeit (UstgKdoBw)
    - Sanitätsversorgungszentrum Nienburg (ZSan)
    - weitere Dienststellen

- Nordhorn
  - Schießplatzkommando Nordhorn (SKB)

- Oldenburg (Oldenburg)
  - Henning-von-Tresckow-Kaserne
    - Stab 1. Panzerdivision (H)
    - Stabs-/Fernmeldekompanie 1. Panzerdivision (H)
    - Unterstützungsbataillon Einsatz 1 (na) (H)
    - Kraftfahrausbildungszentrum Oldenburg (SKB)
    - Sanitätsversorgungszentrum Oldenburg (ZSan)
    - weitere Dienststellen

  - Liegenschaft Bremer Straße 69 – ehem. Dragoner-Kaserne
    - Bundeswehr-Dienstleistungszentrum Oldenburg (IUD)
    - Verpflegungsamt der Bundeswehr (IUD)

- Osterheide
  - Lager Ostenholz
    - Teile Bundeswehr-Dienstleistungszentrum Bergen (IUD)

  - Lager Oerbke
    - Truppenunterkunft ohne feste Belegung

- Osterholz-Scharmbeck
  - Lucius-D.-Clay-Kaserne
    - Logistikschule der Bundeswehr (SKB)
    - Sanitätsversorgungszentrum Osterholz-Scharmbeck (ZSan)
    - weitere Dienststellen

- Quakenbrück
  - Artland-Kaserne
    - Versorgungs- und Instandsetzungszentrum Sanitätsmaterial (ZMZ) (ZSan)
    - weitere Dienststellen

- Rotenburg (Wümme)
  - Von-Düring-Kaserne
    - Jägerbataillon 91 (H)
    - Ausbildungs- und Unterstützungskompanie 91 (H)
    - 3./Versorgungsbataillon 141 (H)
    - Sanitätsversorgungszentrum Rotenburg (ZSan)
    - Bundeswehr-Dienstleistungszentrum Rotenburg (Wümme) (IUD)
    - weitere Dienststellen

- Saterland
  - Marinefunksendestelle (M)
  - weitere Dienststellen

- Schortens
  - Fliegerhorst Jever
    - Objektschutz- und Einsatzunterstützungsregiment (L)
    - Führungsunterstützungssektor 1 (L) (aus Fürstenfeldbruck, Zeitpunkt unklar)
    - Sanitätsversorgungszentrum Schortens (ZSan)
    - weitere Dienststellen

- Seedorf (bei Zeven)
  - Fallschirmjäger-Kaserne
    - Fallschirmjägerregiment 31 (H)
    - Ausbildungs- und Unterstützungskompanie 31  (H)
    - Luftlandeaufklärungskompanie 310 (H)
    - Luftlandepionierkompanie 270 (H)
    - Sanitätsversorgungszentrum Seedorf (ZSan)
    - weitere Dienststellen

- Stade (weniger als 15 Dienstposten)
  - weitere Dienststellen

- Unterlüß (weniger als 15 Dienstposten)
  - Güteprüfstelle Bundeswehr Unterlüss (AIN)

- Varel (weniger als 15 Dienstposten)
  - weitere Dienststellen

- Visselhövede
  - Abgesetzter Technischer Zug 243 (L)

- Walsrode
  - Munitionslager Walsrode (SKB)

- Weener
  - Materiallager (SKB)
  - weitere Dienststellen

- Westerstede
  - Bundeswehrkrankenhaus Westerstede (ZSan)
  - weitere Dienststellen

- Wilhelmshaven
  - Marinestützpunkt Heppenser Groden
    - Marinestützpunktkommando Wilhelmshaven (M)
    - Marineunterstützungskommando (M)
    - Einsatzflottille 2 (M)
    - 2. Fregattengeschwader (M)
    - 4. Fregattengeschwader (M)
    - Trossgeschwader (M)
    - Einsatzgruppenversorger Frankfurt (M)
    - Marineführungssysteme (M)
    - 4./Feldjägerregiment 2 (SKB)
    - Materialdepot (SKB)
    - Teile Logistikzentrum der Bundeswehr (SKB)
    - MAD-Stelle 8
    - Familienbetreuungszentrum Wilhelmshaven (TerrFüKdoBw)
    - Bundeswehrapotheke (ZSan)
    - Sanitätsunterstützungszentrum Wilhelmshaven (ZSan)
    - Bundeswehrfeuerwehr Marinestützpunkt (IUD)
    - Karrierecenter der Bundeswehr (P)

  - Marinearsenal
    - Arsenalbetrieb Wilhelmshaven (AIN)
    - Teile Bundesamt für Ausrüstung, Informationstechnik und Nutzung der Bundeswehr (AIN)
    - weitere Dienststellen

  - Admiral-Armin-Zimmermann-Kaserne (Sengwarden)
    - Sanitätsstaffel Einsatz Wilhelmshaven (ZSan)
    - weitere Dienststellen

  - Ebkeriege-Kaserne (Liegenschaft wird vrsl. 2031 aufgegeben)
    - Marinemusikkorps Wilhelmshaven - Indienststellung 1. Oktober 2019
      - weitere Dienststellen

  - Marineanlage Bordum
    - Logistikzentrum der Bundeswehr (SKB)

  - Liegenschaft Rheinstraße 53
    - Bundeswehr-Dienstleistungszentrum Wilhelmshaven (IUD)

  - Wiesbadenbrücke
    - Teile Marinearsenal (AIN)

- Wittmund
  - Fliegerhorst Wittmundhafen
    - Taktisches Luftwaffengeschwader 71 „Richthofen“ (L)
    - Sanitätsversorgungszentrum Wittmund (ZSan)
    - Bundeswehrfeuerwehr Flugplatz (IUD)
    - weitere Dienststellen

- Wunstorf
  - Fliegerhorst Wunstorf
    - Lufttransportgeschwader 62 (L)
      - Fliegende Gruppe Lufttransportgeschwader 62 (L)
      - Technische Gruppe Lufttransportgeschwader 62 (L)

    - Systemzentrum 23 (L)
    - Sanitätsversorgungszentrum Wunstorf (ZSan)
    - Bundeswehrfeuerwehr Flugplatz (IUD)
    - Bundeswehr-Dienstleistungszentrum Wunstorf (IUD)
    - weitere Dienststellen

- Wurster Nordseeküste
  - Fliegerhorst Nordholz
    - Marinefliegerkommando (M)
    - Marinefliegergeschwader 3 „Graf Zeppelin“ (M)
    - Marinefliegergeschwader 5 (M)
    - Sanitätsversorgungszentrum Nordholz (ZSan)
    - Bundeswehrfeuerwehr Flugplatz (IUD)
    - weitere Dienststellen

- Zetel
  - Munitionsdepot (SKB)
  - Bundeswehrfeuerwehr Munitionsdepot (IUD)
  - weitere Dienststellen